# Mohammad Osman Zhobel
Mohammad Osman Zhobel (auch Zhobal, Usman Zhobal oder Othman Zhobal; * 20. Jahrhundert in Afghanistan) ist ein afghanischer Juristik-Autor, Richter und Leiter des Forschungs- und Studienzentrums der Stera Mahkama, des obersten afghanischen Gerichts.

## Bücher
- Abdul Qadir Shohab & Mohammad Osman Zhobel: A Portion of judicial matters, Kabul: Supreme Court, 1969 (76 Seiten)
- Mohammad Osman Zhobel: A Short glance at the activities of judiciary organ of Afghanistan (1357-1368) (1978–1989), 1990 (150 Seiten)
- Mohammad Osman Zhobel: Collection of judicial decisions circulated by the court: including of guidance and specific points, Kabul: Ministry of Justice, 1974 (351 Seiten)
- Mohammad Osman Zhobel: Collection of judiciary decisions circulated by the courth: including guidance and specific points, Kabul: Ministry of Justice, 1974 (221 Seiten)
- Mohammad Osman Zhobel: Expert in the civil law of Afghanistan, Kabul: Supreme Court (170 Seiten)
- Mohammad Osman Zhobel: Regulations and laws of the high court: related to the years 47 - 51 A. H., Kabul: Government Printing Press, 1972 (128 Seiten)